# Gara Ruse
Gara Ruse (în bulgară Железопътна гара Русе, transliterat: jelezopătna gara Ruse) este gara principală și centrală a municipiului Ruse, Bulgaria
Gara deservește o importantă cale ferată regională care leagă orașe precum Sofia, Varna, Gorna Oryahovitsa și, în mod sezonier, Burgas. 
De asemenea, gara funcționează ca un punct de control internațional pentru trenurile care folosesc Podul Prieteniei dintre Giurgiu și Ruse. Trenuri precum Bosphorus Express (București – Istanbul) și IR-N 461 (București – Ruse) opresc în această gară.